# 솔리캄스크

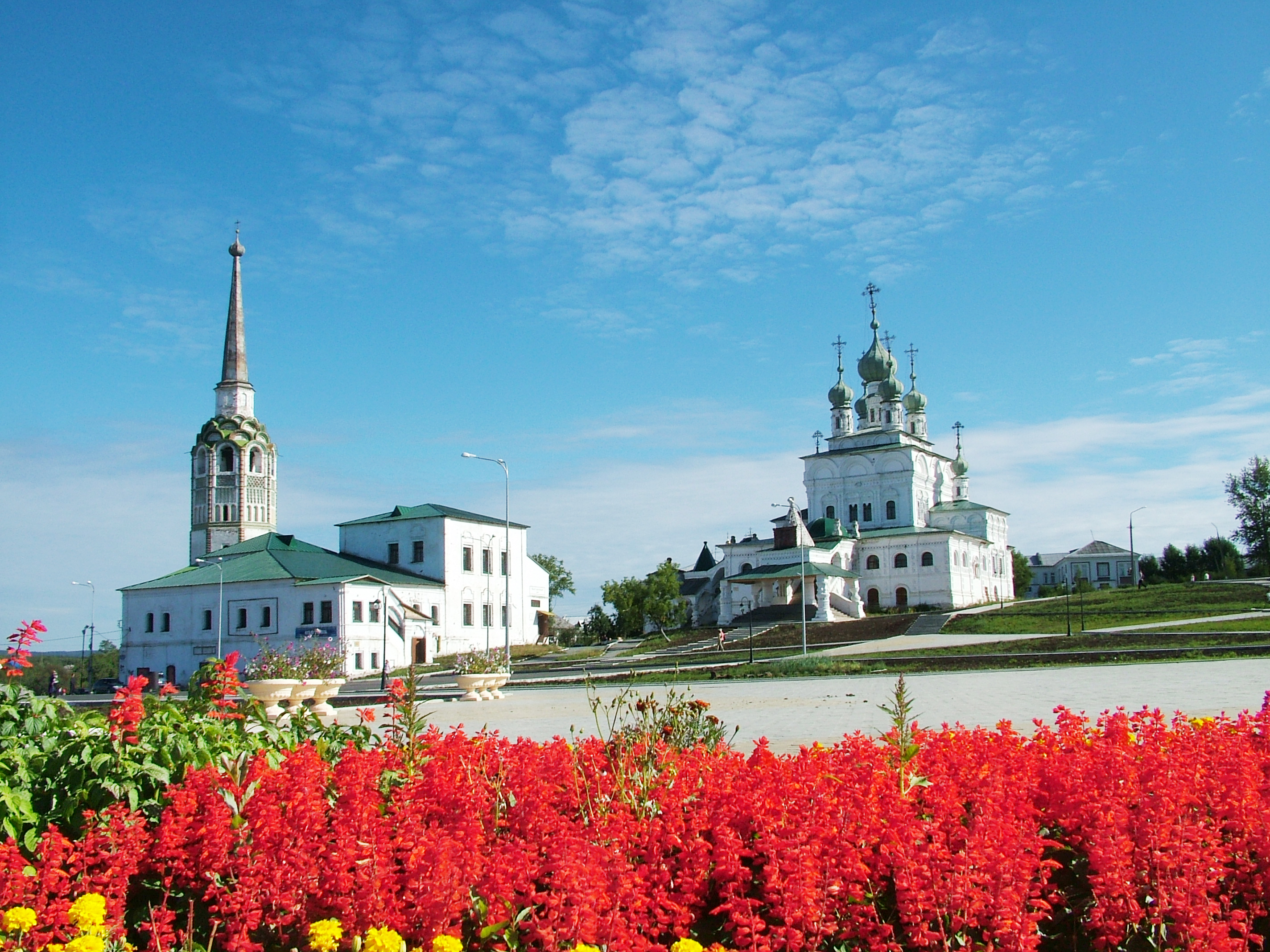
솔리캄스크

솔리캄스크(러시아어: Соликамск)는 러시아 페름 지방에 위치한 도시로 인구는 97,384명(2010년 기준)이다.

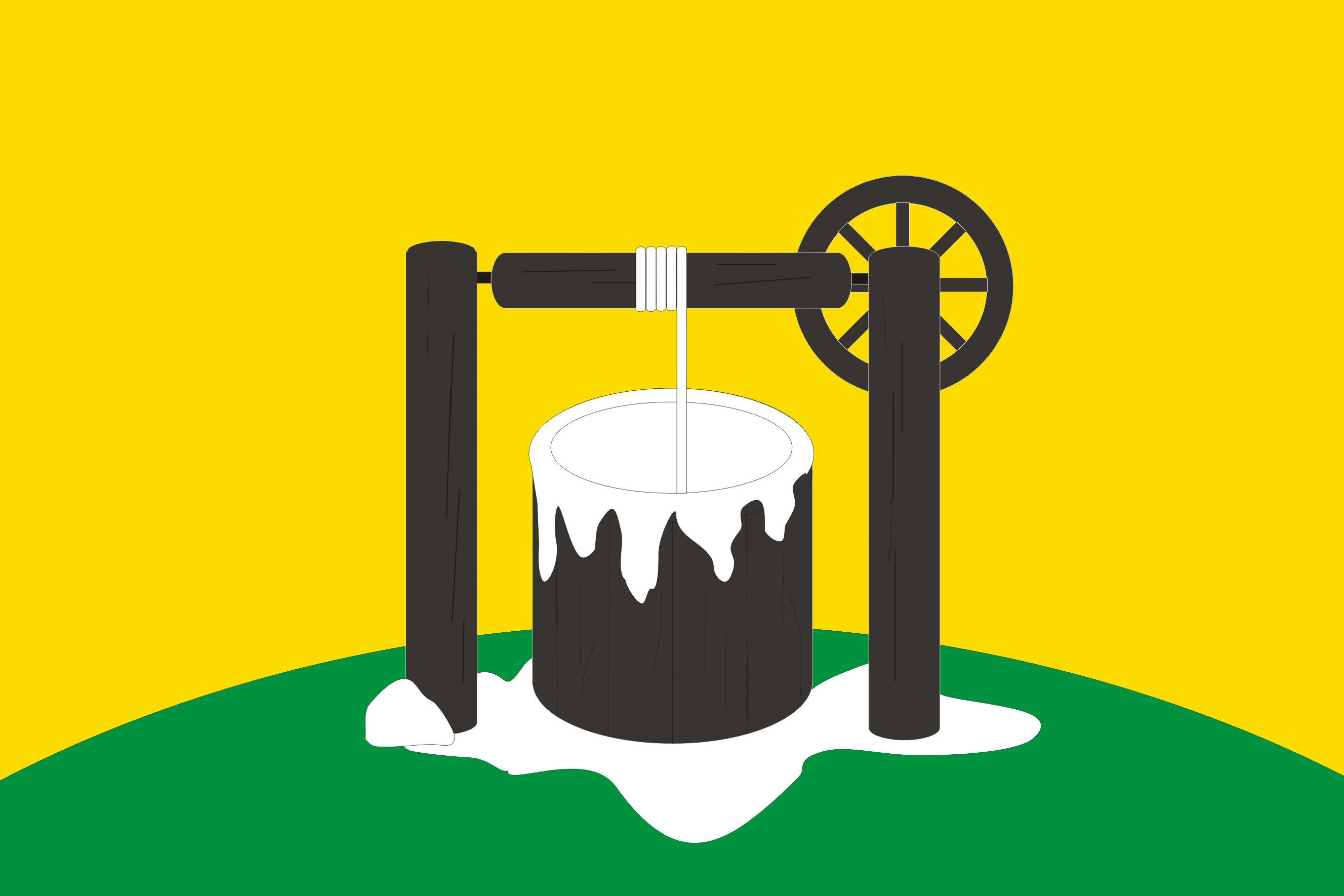
시기
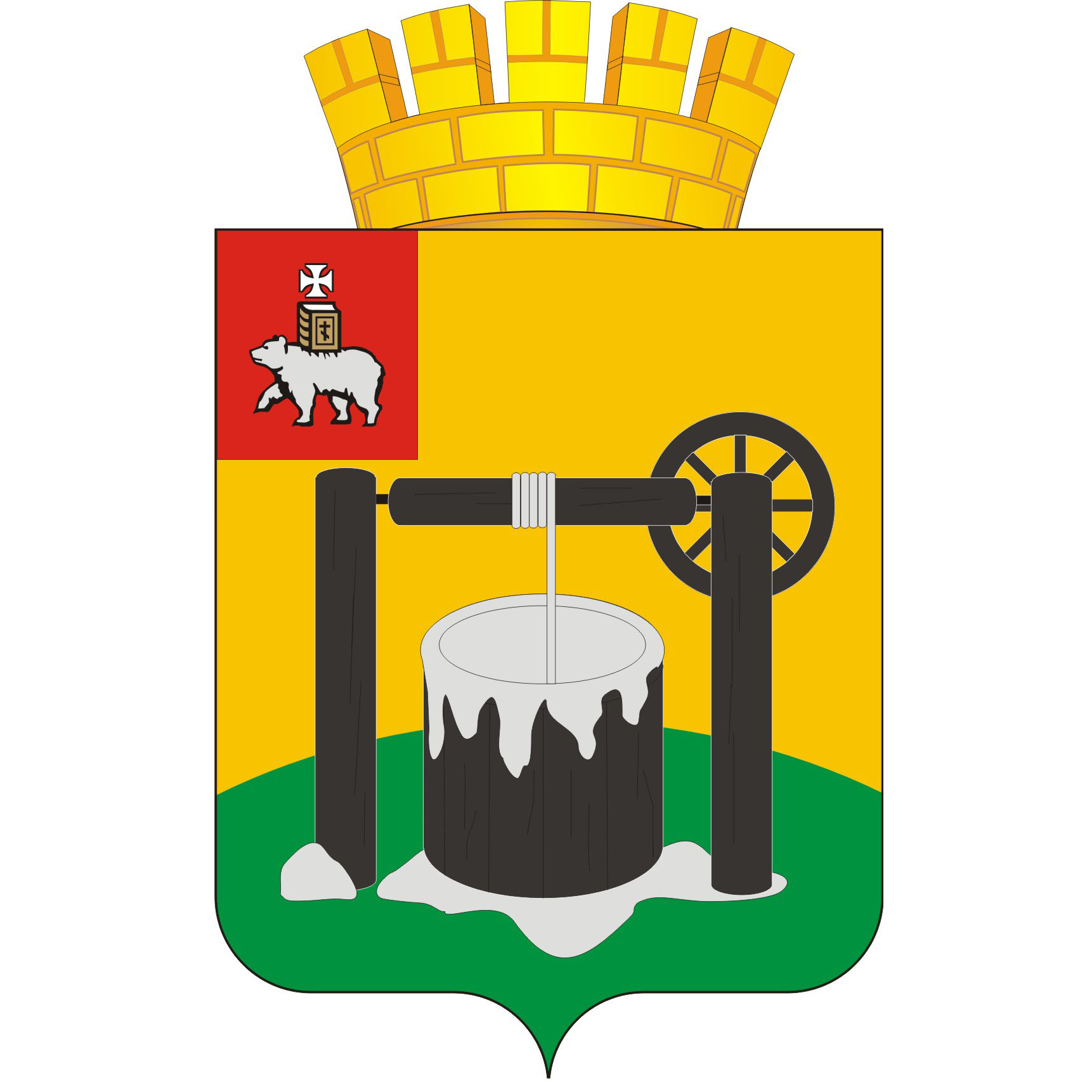
시 문장